# Zbigniew Sobis
Zbigniew Sobis (ur. 2 stycznia 1945 w Kutnie, zm. 5 listopada 1996 w Łodzi) – polski tancerz i pedagog. 

## Życiorys
W 1964 ukończył Państwową Średnią Szkołę Baletową w Poznaniu i podjął pracę w Teatrze Wielkim w Łodzi. Był nauczycielem w łódzkiej Państwowej Szkole Baletowej im. Feliksa Parnella. W 1985 roku wystąpił w epizodycznej roli w filmie Podróże pana Kleksa.
Pochowany w Łodzi na cmentarzu na Dołach.